# 科皮伊夫卡 (圖利欽區)
48°42′46″N 28°43′18″E / 48.71278°N 28.72167°E

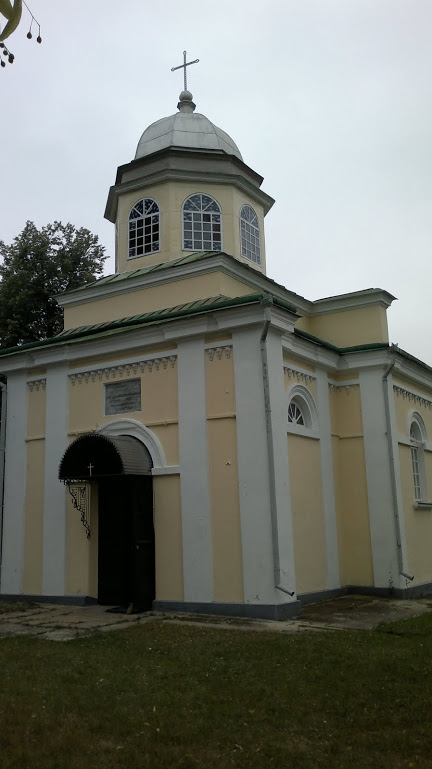

科皮伊夫卡（烏克蘭語：Копіївка）是位於烏克蘭西南部文尼察州圖利欽區的村莊，始建於1680年，面積4.35平方公里，海拔高度226米，2001年人口1,297，人口密度每平方公里298.16人。